# Grundwaga

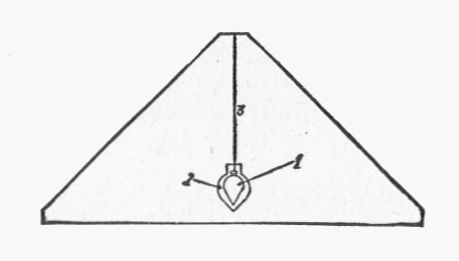
Schemat grundwagi, publ. 1904

Grundwaga - przyrząd do wyznaczenia linii poziomej, deseczka trójkątna, z której wierzchołka zwiesza się sznurek z ciężarkiem na końcu. W mitologii greckiej była uważana za jeden z wynalazków Dedala.
Deseczka ma kształt trójkąta równobocznego. Sznurek z ciężarkiem wisi na gwoździu, który jest wbity w jeden z wierzchołków trójkąta. Na środku przeciwległego boku zaznaczona jest rysa. Przyrząd trzymamy w płaszczyźnie pionowej wierzchołkiem, na którym jest zawieszony sznurek do góry, tak, aby swobodnie zwisający sznurek pokrywał się z rysą. Przy takim ustawieniu przyrządu dolny bok trójkąta wyznacza linię poziomą.